# Цизрейнская республика
Цизрейнская республика (нем. Cisrhenanische Republik; фр. République cisrhénane) — дочерняя республика Франции, созданная 28 августа 1797 года на западном берегу реки Рейн во времена французской оккупации.
Согласно условиям Базельского мира 1795, Королевство Пруссия было вынуждено уступить все свои территории к западу от Рейна, а также княжества-епископства Майнц, Кёльн, Трир, курфюршество Пфальц, герцогства Юлих, Клеве и Свободный город Аахен. Но французским войскам изначально не удалось скоординировать гражданскую администрацию или создать буферное государство на Рейне, и продолжающаяся оккупация за счет гражданского населения встречала растущее неприятие. 
Ситуация не улучшалась до тех пор, пока в начале 1797 года французская Директория не поручила генералу Луи Лазару Гошу создать упорядоченную государственную администрацию по французской модели. 13 апреля 1797 г. по предложению генерала Директория постановила создать отдельную республику под протекцией Гоша. Идея создания республики оживило республиканское движение в рейнских городах, особенно в Бонне или Кобленце. Немецкие демократы, такие как Йозеф Гёррес, призвали к провозглашению Цизрейнской республики после первого поднятия зелёно-бело-красного флага в Кёльне 28 августа. Подобные церемонии также прошли в Райнбахе, Кобленце и Бонне, сопровождавшиеся посадкой «деревьев свободы» по всей стране. Демократы заняли самые важные муниципальные дворцы в этом районе. Между тем, переворот 18 фрюктидора (4 сентября 1797 г.) в Париже укрепил радикальные силы, требующие аннексии левого берега Рейна. Когда генерал Гош неожиданно скончался 18 сентября в возрасте 29 лет, идея Цизрейнской республики потеряла своего самого сильного защитника. 
Согласно Кампо-Формийскому миру от 18 октября 1797 года, область была переподчинена Франции, а уже 17 декабря французский комиссар Франсуа Жозеф Рудлер приказал снять цизрейнский триколор с Дерева Свободы в Бонне и заменить его французским триколором. Иллюзии самоопределения политического будущего левобережья Рейна пришёл конец.  К 1798 году территории к западу от Рейна были преобразованы комиссаром Рудлером в департаменты Рур, Рейн-эт-Мозель, Саар и Монт-Тоннерре (Доннерсберг). Официальная аннексия состоялась 23 сентября 1802 года. Включение западного берега Рейна в состав Французской империи привело к Немецкой медиатизации.